# Арбон (Новая Аквитания)
Арбо́н (фр. Arbonne) — коммуна во Франции, находится в регионе Новая Аквитания. Департамент — Атлантические Пиренеи. Входит в состав кантона Юстариц — Валле-де-Нив и Нивель. Округ коммуны — Байонна.
Код INSEE коммуны — 64035.

## География
Коммуна расположена приблизительно в 680 км к юго-западу от Парижа, в 175 км юго-западнее Бордо, в 100 км к западу от По.

### Климат
Климат тёплый океанический. Зима мягкая, средняя температура января — от +5°С до +13°С, температуры ниже −10 °C бывают редко. Снег выпадает около 15 дней в году с ноября по апрель. Максимальная температура летом порядка 20—30 °C, выше 35 °C бывает очень редко. Количество осадков высокое, порядка 1100 мм в год. Характерна безветренная погода, сильные ветры очень редки.

## Население
Население коммуны на 2010 год составляло 2034 человека.
| 1962 | 1968 | 1975 | 1982 | 1990 | 1999 | 2010 |
| ---- | ---- | ---- | ---- | ---- | ---- | ---- |
| 628  | 648  | 819  | 1196 | 1366 | 1392 | 2034 |

## Администрация
| Период | Период | Фамилия           | Партия | Примечания |
| ------ | ------ | ----------------- | ------ | ---------- |
| 1953   | 1971   | Андре Громар      |        |            |
| 1971   | 1977   | Дидье Боротра     |        |            |
| 1977   | 1995   | Бернар Абеберри   |        |            |
| 1995   | 2008   | Жан Барей         |        |            |
| 2008   | 2020   | Мари-Жозеф Мьялок |        |            |

## Экономика
В 2010 году среди 1283 человек трудоспособного возраста (15—64 лет) 924 были экономически активными, 359 — неактивными (показатель активности — 72,0 %, в 1999 году было 73,3 %). Из 924 активных жителей работали 858 человек (445 мужчин и 413 женщин), безработных было 66 (29 мужчин и 37 женщин). Среди 359 неактивных 96 человек были учениками или студентами, 167 — пенсионерами, 96 были неактивными по другим причинам.

## Достопримечательности
- Церковь Св. Лаврентия (XII век). Исторический памятник с 1991 года[4].
- Дом хранителя церкви (XVI). Исторический памятник с 1991 года[5].

## Фотогалерея
- Мэрия
- Церковь Св. Лаврентия
- Интерьер церкви Св. Лаврентия
- Дом хранителя церкви
- Баскская дискообразная стела
- Баскская дискообразная стела